# Incendi del teatre Iroquois
L'incendi del Iroquois Theatre va ser un incendi que va ocórrer al teatre homònim a Chicago, Illinois, que va tenir lloc el 30 de desembre de 1903 durant una actuació a la qual van assistir unes 1.700 persones. L'incendi va provocar 602 morts i 250 ferits no mortals.
Es considera el pitjor incendi d'un teatre als Estats Units, superant la matança de l'incendi del Teatre de Brooklyn de 1876, que es va cobrar almenys 278 vides i el pitjor desastre d'un sol edifici abans de l'atemptat de l'11 de setembre del 2001.
El 23 de novembre va ser inaugurat com “absolutament a prova de foc” al Loop de Chicago per a atreure els milers de famílies que anirien de compres per celebrar Nadal, ja que el teatre es trobava prop de les botigues de roba i els comerços més famosos de la ciutat.
El teatre estava mancat d'algunes de les mesures de seguretat bàsiques i l'incendi va provocar canvis en la legislació de prevenció d'incendis i seguretat d'edificis als EUA.

## Teatre
El teatre tenia capacitat per a 1200 persones amb tres nivells d'audiència i el dia de l'incendi gairebé duplicava l'aforament, per la qual cosa hi havia moltes persones que estaven assegudes a les escales obstaculitzant el pas o dempeus. El teatre es trobava al 26 West Randolph Street, entre State Street i Dearborn Street.
Només tenia una entrada i les sortides no estaven ben delimitades, a més, les llums s'havien apagat durant la funció i les llums d'emergència no es van encendre durant l'incendi.
Es van donar casos de moltes morts de gent que va intentar escapar per finestres decoratives que semblaven portes, fent que la gent es quedés atrapada en una espècie d'atzucac, ja que quedaven atrapades entre aquestes falses portes pintades i la massa de gent que acudia en estampida.
Després de l'incendi, el Teatre Iroquois va reobrir les portes com Hyde & Behman's Music Hall el setembre de 1904. L'octubre de 1905 va ser rebatejat com a Teatre Colonial. Va romandre actiu fins que l'edifici va ser demolit l'any 1925. L'any següent (1926) es va construir en el mateix lloc el Teatre Oriental. L'any 2019, el Teatre Oriental va passar a dir-se Teatre Nederlander.

### Deficiències de preparació contra incendis observades abans de l'incendi
Abans de la seva inauguració, el teatre havia sofert fins a cinc conats d'incendi que havien estat sufocats a temps. El teatre només comptava amb un pot de Kylfire, que no va funcionar. A més a més, el teló estava construït amb mussolina, un material altament inflamable.
L'edifici exteriorment era a prova d'incendis, però no així el material de l'interior on es desenvolupava l'esdeveniment.

## Foc

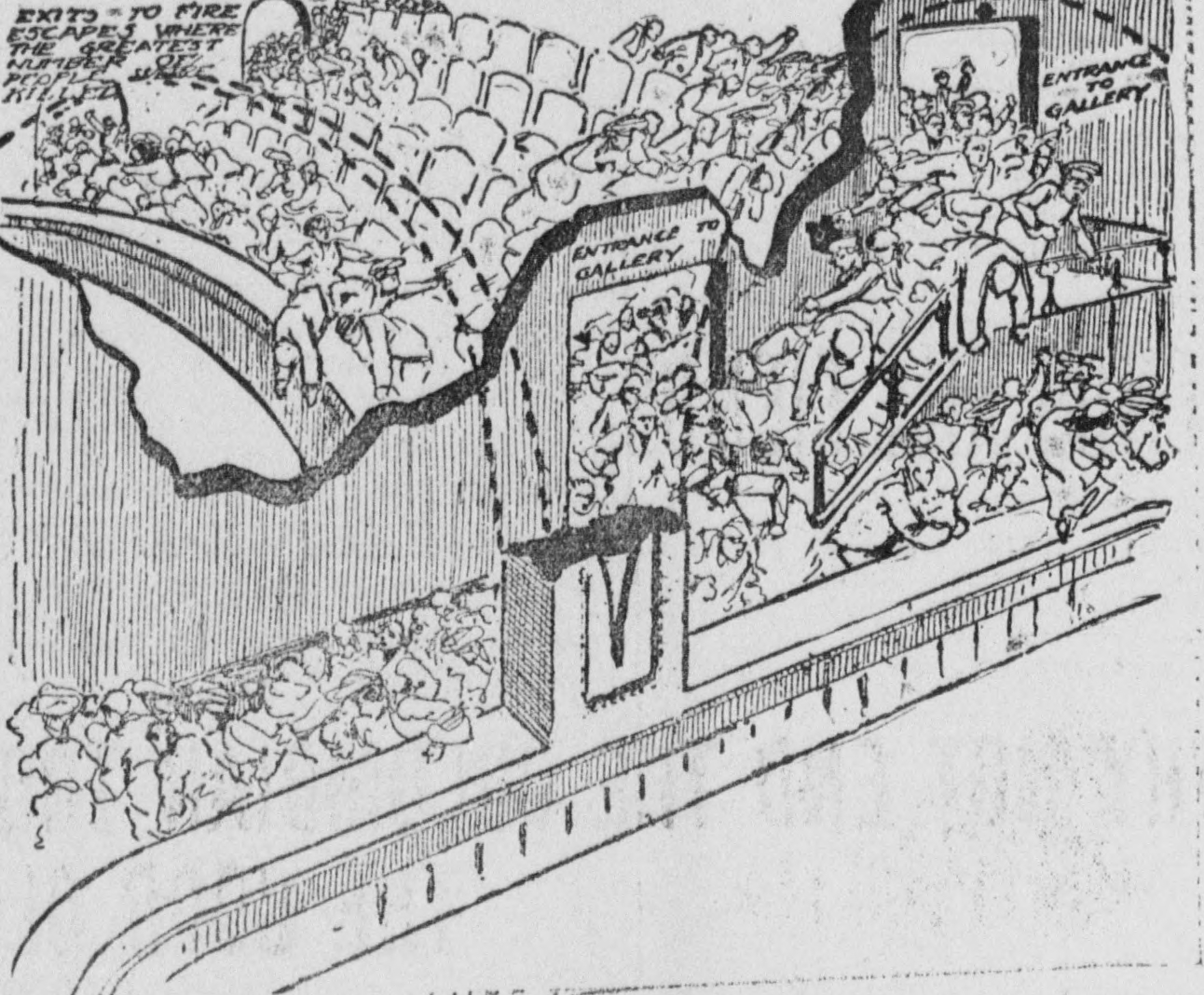
Espectadors aterrits intentant fugir (concepció de l'artista)

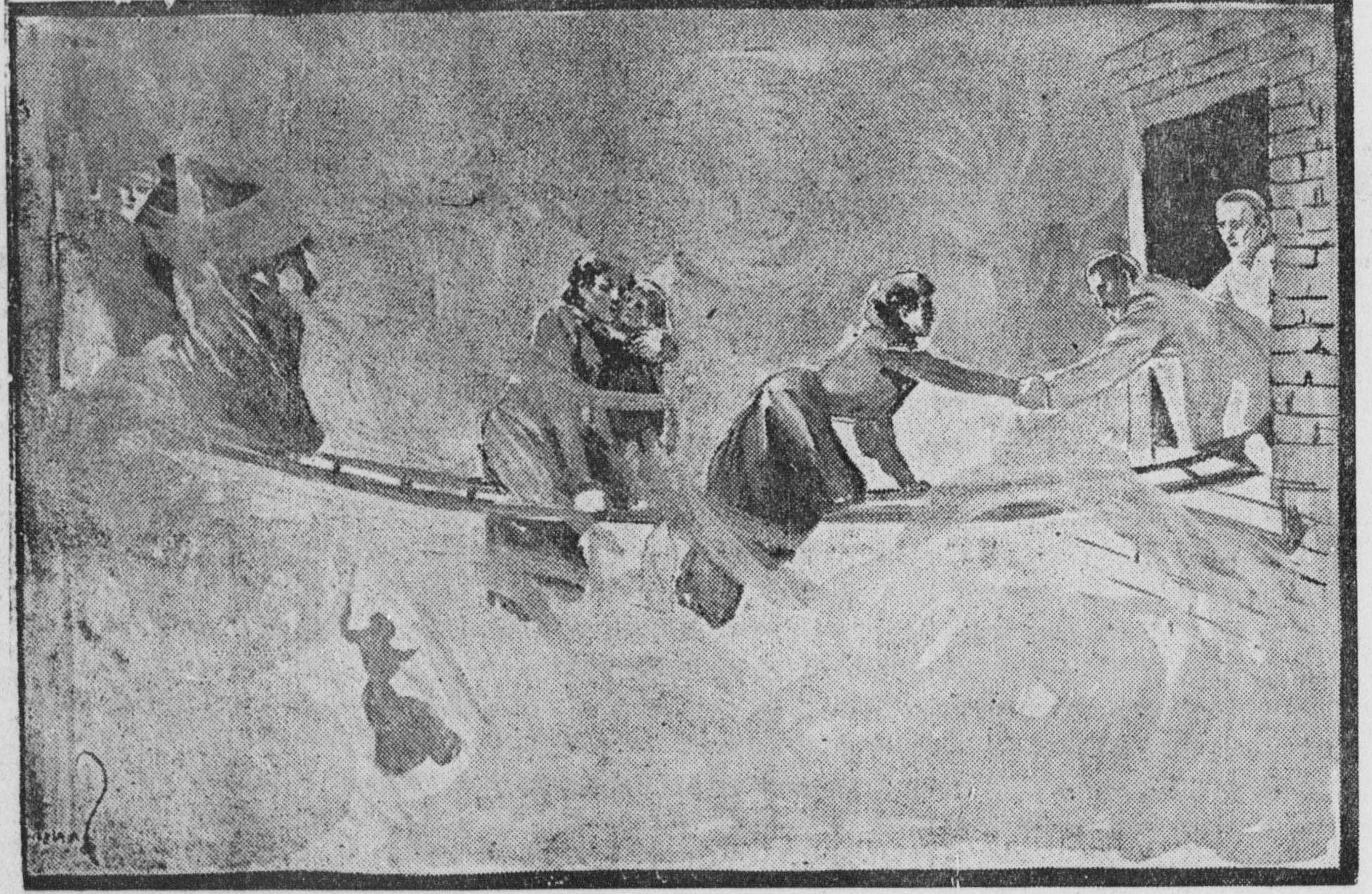
Assistents al teatre pujant escales sobre el carreró (concepció de l'artista)

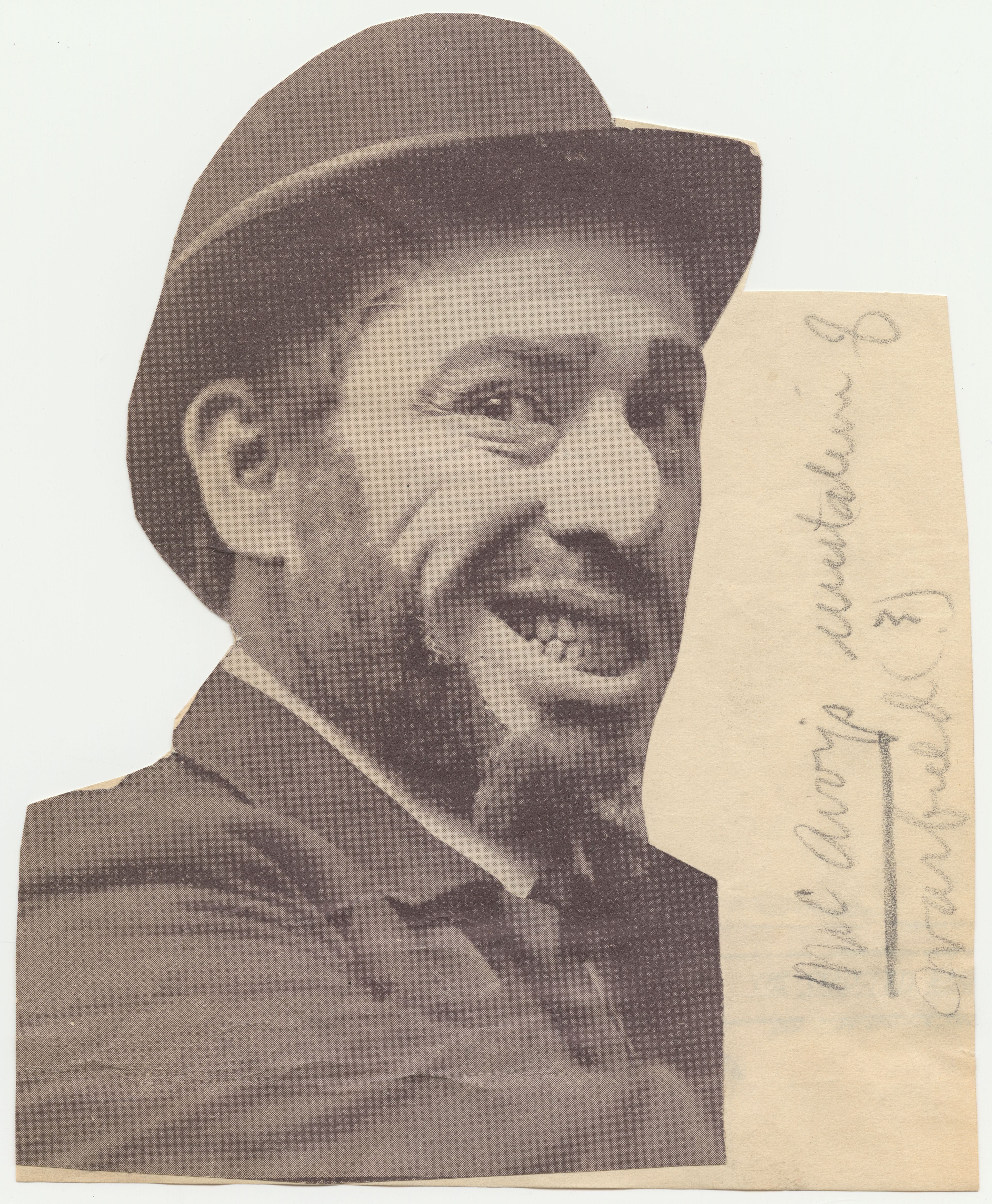
Dan McAvoy, l'actor que va interpretar Mr Blue Beard

L'incendi es va produir durant una sessió d'una matinée anomenada “Mr Blue Beard”, amb Eddie Foy i Nellie Reed, com a actors de la funció. Al voltant de les 15.15 de la tarda, durant el segon intermedi, en el que s'interpretava “In the pale moonlight” una espurna va saltar d'una de les llums que es trobaven prop de l'escenari amb la finalitat de crear una atmosfera de llum blava que representava la lluna i va prendre al teló.
L'encarregat del teló i de les llums van intentar apagar el foc amb “Kylfire”, però les flames eren massa altes i no es va aconseguir apaivagar el foc. Immediatament després, es va produir una estampida al teatre que es va cobrar 575 vides, més de 100 d'elles a les escales.
Va haver-hi gent que va morir en el carreró que dona al costat del teatre en intentar escapar i caure al buit. Altres 30 persones moririen de les ferides durant les setmanes següents.
La majoria de les víctimes eren dones que estaven assegudes en les llotges de primera classe, el fet que les llotges estiguessin tancades perquè els espectadors de diferents classes no poguessin colar-se i els llargs vestits que aquestes portaven van dificultar especialment la seva fugida.
Moltes víctimes van morir mentre estaven atrapades en atzucacs o mentre intentaven obrir finestres que semblaven ser portes. El 80% de les morts van ser mares amb els seus fills i professores amb els seus alumnes que havien anat a veure una funció Nadalenca amb el col·legi.
Els ballarins en l'escenari també es van veure obligats a fugir, així com els artistes darrere de l'escenari i en els nombrosos camerins. Diversos artistes i tramoistes van escapar per la sortida posterior principal de l'edifici, que consistia en un gran conjunt de portes dobles normalment utilitzades per a moure grans escenaris i peces escèniques o accessoris a l'àrea de darrere de l'escenari. Quan es va obrir la porta, una ràfega de vent gelat va entrar, alimentant les flames amb aire i fent que el foc creixés substancialment. 
Molts artistes van escapar per la trapa del carbó i per les finestres dels camerinos, i altres van intentar escapar per la porta oest de l'escenari, que es va obrir cap a dintre i es va embussar quan els actors van pressionar frenèticament cap a la porta. Un agent del ferrocarril que passava va veure a la multitud atapeint-se contra la porta i va obrir les frontisses des de l'exterior, permetent que els actors i tramoistes escapessin.
Quan les reixetes de ventilació sobre l'escenari van ser tancades amb claus o filferros, la bola de foc va viatjar cap a fora, escolant-se sota la cortina d'asbest i dirigint-se cap a les reixetes de ventilació darrere dela zona de vestimenta i la galeria 50 peus (15,2 m) lluny. Els gasos calents i les flames van passar sobre els caps dels qui estaven en els seients de l'orquestra i van incinerar materials inflamables en els nivells de la galeria i del cercle de vestimenta, inclosos els clients que encara estaven atrapats en aquestes àrees.
El teatre no tenia alarma contra incendis ni telèfon. La locomotora 13 del CFD va ser alertada de l'incendi per un tramoista al qual se li havia ordenat córrer des del teatre en flames fins a l'estació de bombers més pròxima. De camí al lloc, aproximadament a les 3.33, un integrant de la Unitat 13 va activar una caixa d'alarma per a cridar a unitats addicionals. Els esforços inicials es van centrar en les persones atrapades en les escales d'incendis. El carreró al nord del teatre, conegut com Couch Place, estava gelat, estret i ple de fum. No es van poder utilitzar escales aèries en el carreró i les xarxes negres, ocultes pel fum, van resultar inútils.
El Departament de Policia de Chicago es va involucrar quan un oficial que patrullava el districte dels teatres va veure persones sortir de l'edifici preses del pànic, algunes amb la roba en flames. L'oficial va informar de l'incident des d'una cabina de policia de Randolph Street, i la policia, convocada per xiulets, aviat va convergir en el lloc per a controlar el trànsit i ajudar amb l'evacuació. Algunes de les 30 policies uniformades de la ciutat van ser convocades a causa del gran nombre de víctimes femenines. 

## Víctimes

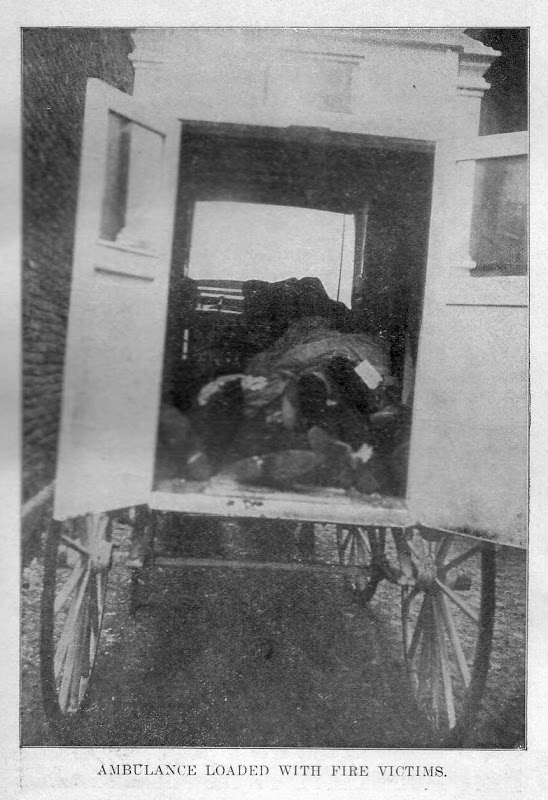
Una ambulància tibada per cavalls amb els cossos de les víctimes.

Es va produir un pànic massiu i molts dels atrapats a l'interior van intentar enfilar-se per sobre de munts de cadàvers per escapar-se. Els cadàvers estaven apilats al voltant d'algunes de les sortides bloquejades. Les víctimes van ser asfixiades pel foc, el fum i els gasos o aixafades per l'allau d'altres persones darrere seu. S'estima que 575 persones van morir el dia de l'incendi i almenys 30 més van morir a causa de ferides durant les setmanes següents.
Molts dels morts van ser enterrats als cementiris jueus de Montrose, Calvary, Saint Boniface, Mount Greenwood, Mount Hope, Mount Olivet, Oak Woods, Rosehill, Graceland, Forest Home i Waldheim.  
Dels aproximadament 300 actors, ballarins i tramoistes, només cinc persones van morir: la trapezista Nellie Reed, un actor en un paper secundari, un acomodador i dos assistents. El paper de Reed era volar com una fada sobre l'audiència en un tramvia, banyant-los amb clavells roses. Va quedar atrapada a sobre de l'escenari mentre esperava la seva entrada, i durant l'incendi va caure i va morir a causa de cremades i ferides internes tres dies després. 

## Factors addicionals que van reduir la supervivència

### Protegir el públic dels perills a l'escenari.
Els riscos inherents als decorats i accessoris inflamables van ser reconeguts fins i tot el 1903. Dues característiques, una cortina de seguretat que limita el foc a l'àrea de l'escenari i portes tallafocs que permeten que el fum i la calor s'escapin a través del sostre sobre l'escenari, es combinen per augmentar la seguretat contra incendis als teatres. Aquest arranjament crea una pressió negativa; l'àrea de l'escenari esdevé una xemeneia i l'aire fresc i respirable és aspirat a través de les portes de sortida cap a l'àrea del públic. A l'Iroquois, les portes de fum sobre l'escenari estaven tancades. Això va significar que el fum va sortir de l'edifici a través de moltes de les mateixes sortides per les quals la gent intentava escapar-se.
- Es van tancar les claraboies al sostre de l'escenari, que s'havien d'obrir automàticament en cas d'incendi i permetre la sortida del fum i la calor.[18]
- El teló no es va provar periòdicament i es va encallar quan el personal del teatre va intentar baixar-lo.[19]
- La cortina no era ignífuga. Les cortines fetes amb amiant entrellaçat amb filferro creen una barrera forta i eficaç contra el foc. La cortina d'amiant a l'Iroquois no només no va aconseguir baixar sinó que va resultar ser feble i inflamable. El químic Gustave J. Johnson, de la Societat Occidental d'Enginyers, va analitzar un tros del material després de l'incendi: “[Era] en gran part polpa de fusta. En barrejar polpa amb fibra d'amiant, es perllonga la vida útil de la cortina, s'abarateix el cost, i es pot prescindir de la base de filferro... Resulta una cortina que pot passar les ordenances de la ciutat, però no té valor en cas d'incendi." [20] El material de la cortina es va tornar irrellevant a causa de l'espai triangular sota la cortina parcialment embussada que va servir com a conducte per a la bola de foc que va caure cap a l'auditori a les 3:50 pm. Els testimonis van testificar que la cortina encara era al seu lloc quan la bola de foc va travessar el buit.

### Evacuació d'emergència
Els propietaris del teatre van afirmar que les 30 sortides permetrien a tots els que eren a dins escapar de l'edifici en cinc minuts. El 1903, el públic era conscient dels perills dels incendis als teatres, especialment després que almenys 384 persones morissin a l'incendi del Ringtheater a Viena, Àustria.
- Algunes portes de sortida s'obrien cap a l'interior de l'auditori i d'altres feien servir un pestell europeu de tipus basculant, desconegut per a moltes persones, que impedia que la porta s'obrís quan la multitud pressionava contra ella. Quan les persones van poder obrir les portes prou per escapar-se, algunes persones van quedar atrapades en l'obertura de la porta mentre la gent continuava empenyent la porta. Avui dia, les portes de sortida s'obren cap a fora, de manera que les persones que intenten escapar tendiran a mantenir les portes obertes.
- No hi havia senyals de sortida a les sortides d'incendis i les portes estaven ocultes darrere de cortines. A la planta baixa, les cortines van quedar intactes després de l'incendi, però als balcons les cortines van ser destruïdes per la bola de foc.
- El personal del teatre mai havia practicat un simulacre d'incendi. No estaven familiaritzats amb les sortides i alguns es van negar a obrir les portes tancades amb clau.
- El teatre no tenia il·luminació d'emergència i els llums de l'auditori s'havien atenuat per fer l'efecte de la llum de la lluna a l'escenari en el moment en què va esclatar l'incendi. La caixa d'interruptors elèctrics, situada directament al punt d'inici de l'incendi, aviat va ser destruïda, enfosquint tot l'auditori, sent l'única il·luminació la de les flames a l'escenari.
- Durant les funcions, algunes escales menys transitades van ser bloquejades amb portes de ferro per evitar que persones amb entrades econòmiques ocupessin seients a altres parts del teatre. El dia de l'incendi no hi havia seients buits. Si aquestes portes haguessin estat ubicades a les escales principals, el nombre de morts hauria estat més gran; Els socorristes van informar que es van trobar poques víctimes a les portes de ferro.
- Moltes de les rutes de sortida eren confuses.[21]
- Hi havia diverses "portes" ornamentals que semblaven sortides, però no ho eren. Dues-centes persones van morir en un passadís que no era sortida.
- Les escales d'incendis de ferro al mur nord van provocar almenys 125 morts. La gent va quedar atrapada a tots els nivells perquè les escales estretes i gelades eren perilloses i perquè el fum i les flames bloquejaven el camí cap avall. Les escales d'una sortida d'incendis de la galeria del segon pis no havien estat ajustades per adaptar-se a una alteració d'enginyeria d'últim moment durant la construcció que va elevar el nivell del pis de la galeria dins de l'auditori. Com a resultat, el replà de l'escala d'incendis estava dos peus més baix que el pis del teatre, cosa que va provocar que la gent ensopegués i caigués al replà.

## Seqüeles

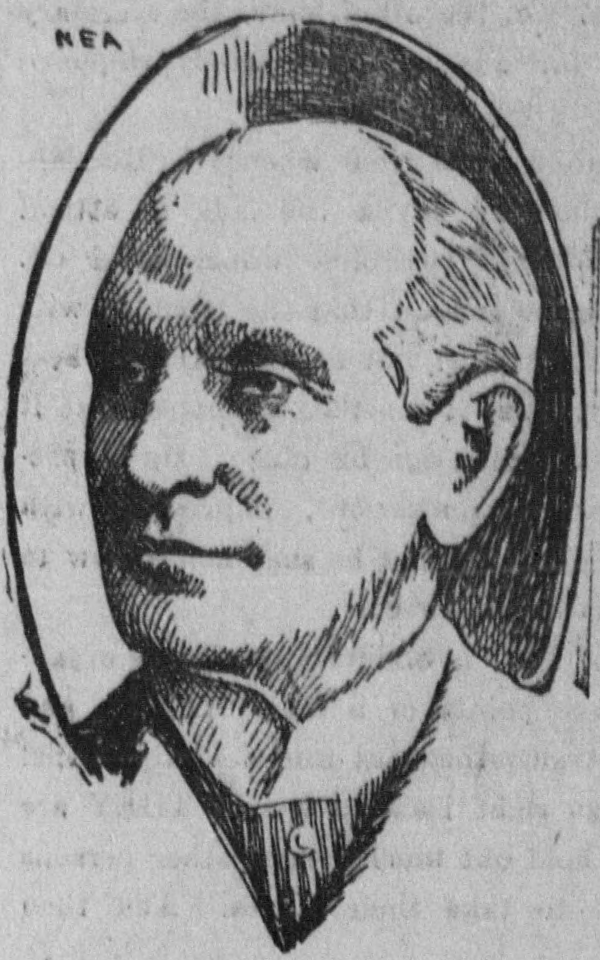
El director del teatre Will Davis va ser arrestat el gener de 1904 acusat de negligència criminal, però va ser absolt.

A Nova York, la nit de Cap d'Any, alguns cinemes van eliminar l'espai per estar drets. Posteriorment, es van reformar els codis de construcció i contra incendis; Els cinemes es van tancar per reformes a tot el país i algunes ciutats d'Europa. Totes les sortides del teatre havien d'estar clarament marcades i les portes configurades de manera que, encara que no es poguessin obrir des de l'exterior, sí que es poguessin obrir des de l'interior.
Després de l'incendi, es va al·legar que els inspectors de bombers havien estat subornats perquè passessin per alt les violacions del codi.  L'alcalde de Chicago, Carter Harrison Jr., va ordenar el tancament de tots els cinemes de la ciutat durant sis setmanes després de l'incendi.  Com a resultat de la indignació pública, molts van ser acusats de delictes, inclòs Harrison. La majoria dels càrrecs van ser desestimats tres anys després a causa de les tàctiques dilatòries dels advocats del sindicat i el seu ús de llacunes jurídiques i insuficiències en les ordenances de construcció i seguretat de la ciutat. Levy Mayer era l'advocat del teatre i el director era Will J. Davis.
L'exterior de l'Iroquois estava intacte i el teatre va reobrir nou mesos després com a Hyde & Behman's Music Hall. Posteriorment, l'edifici va reobrir les portes com a Teatre Colonial, que va ser demolit en 1925 per donar pas al Teatre Oriental,  que més tard va passar a anomenar-se Teatre Nederlander.

## Cobertura mediàtica
El periodista Walter Howey treballava com a reporter per al diari Inter Ocean de Chicago quan es va fer famós en informar abans que ningú sobre l'incendi del Teatre Iroquois.
Mentre caminava pels carrers de Chicago a prop del teatre, Howey es va sorprendre en veure un cavaller i tres elfs sortir d'una claveguera. S'havia topat amb quatre actors de l'obra "Blue Beard" que fugien de l'incendi. A mesura que més persones escapaven pel soterrani del teatre a través de les clavegueres, Howey va informar de la seva primícia; La història, una de les més importants de la història de Chicago, va establir la seva reputació de velocitat, enginy i habilitat a l'escriptura. Howey es va mudar al Chicago American de William Randolph Hearst i va arribar a ser editor en cap de diversos diaris de la cadena Hearst. Més tard va ser immortalitzat com l'intrigant i despietat editor cap Walter Burns a l'obra de Ben Hecht i Charles MacArthur The Front Page.
L'editor assistent de la ciutat del Chicago Tribune, Edgar Sisson, es va ubicar a Dyche's Drug Store a Randolph i State, a prop del Teatre Iroquois, dirigint a dotzenes de reporters del Tribune, alguns dels quals van treure cossos del teatre. El periodista del Tribune EO Phillips va perdre tres nebodes a l'incendi.
El Tribune va imprimir una edició especial de vuit pàgines que va arribar als quioscos el matí del 31 de desembre de 1903. Tota la portada estava formada per llistes de morts i desapareguts. A vint empleats del Tribune se'ls havia assignat la tasca d'obtenir fotografies de les víctimes, i el número de l'endemà (Any Nou de 1903) incloïa moltes més fotografies de víctimes que qualsevol altre diari de Chicago.
El Tribune va crear un panell per investigar les causes de l'incendi i va publicar els resultats el gener de 1904.